# Eudactylina pollex
Eudactylina pollex is een eenoogkreeftjessoort uit de familie van de Eudactylinidae. De wetenschappelijke naam van de soort is voor het eerst geldig gepubliceerd in 1967 door Cressey.